# Forelius rufus
Forelius rufus är en myrart som beskrevs av José María Alfono Félix Gallardo 1916. Forelius rufus ingår i släktet Forelius och familjen myror. Inga underarter finns listade i Catalogue of Life.